# Puente de Taiwán
El Puente de Taiwán (en francés:Pont de Taiwan) es uno de los dos puentes sobre el río Chari, en la capital del país africano de Chad, la ciudad de Yamena. Se le llama oficialmente el "Puente de la Unidad" (pont de l'Unité), pero en la práctica, los chadianos han cambiado el nombre a "Puente de Taiwán". De hecho, este puente cuya construcción comenzó en 1999 y terminó a finales de 2002 fue financiado por el Gobierno de Taiwán, antes que el presidente Idriss Deby rompiera las relaciones diplomáticas entre Chad y Taiwán reconociendo en agosto de 2006 a la República Popular de China como el único representante chino. 
Se trata de un puente con una longitud de 2.600 metros, 850 metros sobre el río, que une Yamena en el sur y en la frontera de Camerún, a Kousseri .

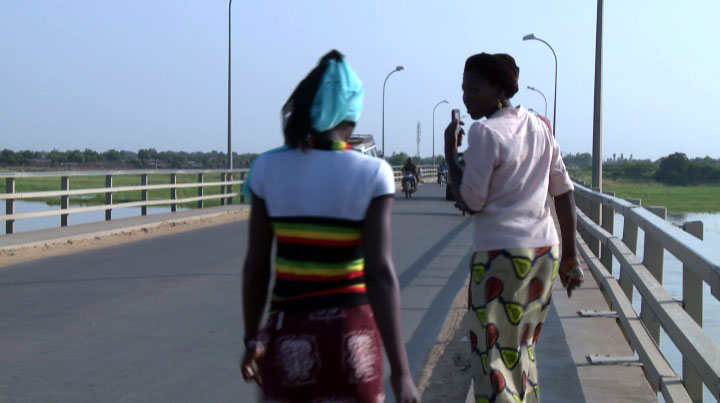
Atravesando el puente (2020)